# Василь (неаполітанський дука)
Василь — перший неаполітанський дука (661–665).
За походженням уродженець Неаполя, візантійський воїн, призначений імператором Констансом II dux Campaniae.